# Soldier Round the Corner
Soldier Round the Corner è un album reggae del cantante e disc jockey giamaicano Jah Lloyd, pubblicato dalla Plum Jam nel 1974.

## Tacce
1. Ganja Crop
2. Sunshine Girl
3. Knight of the Round Table
4. Green Bay Massacre
5. Zion Dub
6. Psalm Two
7. Soldier Round the Corner
8. Channel One
9. No Tribal War
10. To Be Your Lover
11. Judge Natty
12. Zion Rock